# Загаєвич Микола Іванович

Пам'ятник сотникам Армії УНР Федору Чернику та Миколі Загаєвичу

Микола Іванович Загаєвич (1892, м. Яворів — 18 листопада 1918, Київ) — галицький просвітницький діяч, учасник загальноукраїнських національно-визвольних змагань.

## Життєпис
Син Івана Загаєвича
У 1911 році Микола Загаєвич був секретарем філії Товариства «Просвіта» в Яворові. У 1912 році М. Загаєвич — у числі організаторів Товариства «Січові Стрільці» в Яворові. Студіював право. Чотар УСС, відтак — сотник армії УНР.
Загаєвич — один із організаторів галицького полку Січових стрільців у Києві. Поліг у бою під Мотовилівкою. Похований у Києві в Аскольдовій могилі разом із сотником Федором Черником.

## Вшанування пам'яті
У 2008 році на місці загибелі Миколи Загаєвича в смт Борова (станція Мотовилівка) було встановлено пам'ятник.